# Benjo Zonew

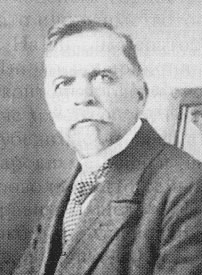
Benjo Zonew

Benjo Zonew (auch Benio Conev geschrieben, bulgarisch Беньо Цонев, geboren am 12. Januar 1863 in Lowetsch; gestorben am 5. Oktober 1926 in Sofia) war ein bulgarischer Linguist.

## Leben
Zonew wuchs in sehr ärmlichen Verhältnissen auf. Sein älterer Bruder, Christo, brachte ihm früh das Lesen und Schreiben bei. Mit 12 Jahren betätigte er sich als Stadtschreiber in seiner Heimatstadt Lowetsch. Ein Stipendium ermöglichte ihm nach dem Schulabschluss 1884 den Besuch des Klassischen Gymnasiums in Zagreb. Nach dessen Abschluss arbeitete er zwei Jahre als Gymnasiallehrer, bevor er 1886 mittels eines Stipendiums des bulgarischen Bildungsministeriums seine Studien der Slawischen Philologie an den Universitäten Wien (bei Vatroslav Jagić) und Leipzig (bei August Leskien) fortsetzte, die er mit einer Promotion 1890 in Leipzig beendete. 
Zurück in Bulgarien fand er 1890 eine Anstellung an einem Jungengymnasium in Sofia und als Lektor an der Staatlichen Hochschule in Sofia die ihn 1893 zunächst zum Dozenten und 1895 zum ordentlichen Professor ernannte. Er war korrespondierendes und, ab 1898, aktives Mitglied der Bulgarischen Literarischen Gesellschaft, der späteren Bulgarischen Akademie der Wissenschaften, wo er von 1915 bis 1921 den Vorsitz der Historischen-Philologischen Abteilung innehatte. Als Titulars des Lehrstuhls für die Geschichte der Bulgarischen Sprache von 1893 bis 1926 gehörte Benjo Zonew zu den Gründungsmitgliedern der Universität St Kliment von Ochrid in Sofia. Er war von 1897 bis 1917 Dekan der Historischen Philogischen Fakultät und 1910–1911 Rektor der Universität. Neben seiner Beschäftigung mit der altbulgarischen und den altslawischen Sprachen, befasste er sich auch mit dem zeitgenössischen Bulgarisch. Benjo Zonew gilt als Wegbereiter der modernen bulgarischen Rechtschreibung. Die öffentliche Bücherei in Lowetsch „Professor Benjo Zonew“" sowie eine Straße in der Hauptstadt Sofia sind nach ihm benannt.
Am 11. Mai 2018 wurde Professor Benjo Zonew posthum die Ehrenbürgerschaft der Stadt Lowetsch verliehen.
Benjo Zonews Hauptwerk Die Geschichte der bulgarischen Sprache erschien in Bulgarien Band I in 1919 und posthum herausgegeben von seinem Schüler Stefan Mladenow, Band II in 1934 und Band III in 1937. Sie wurden nicht übersetzt.